# Moskauer Triumphtor

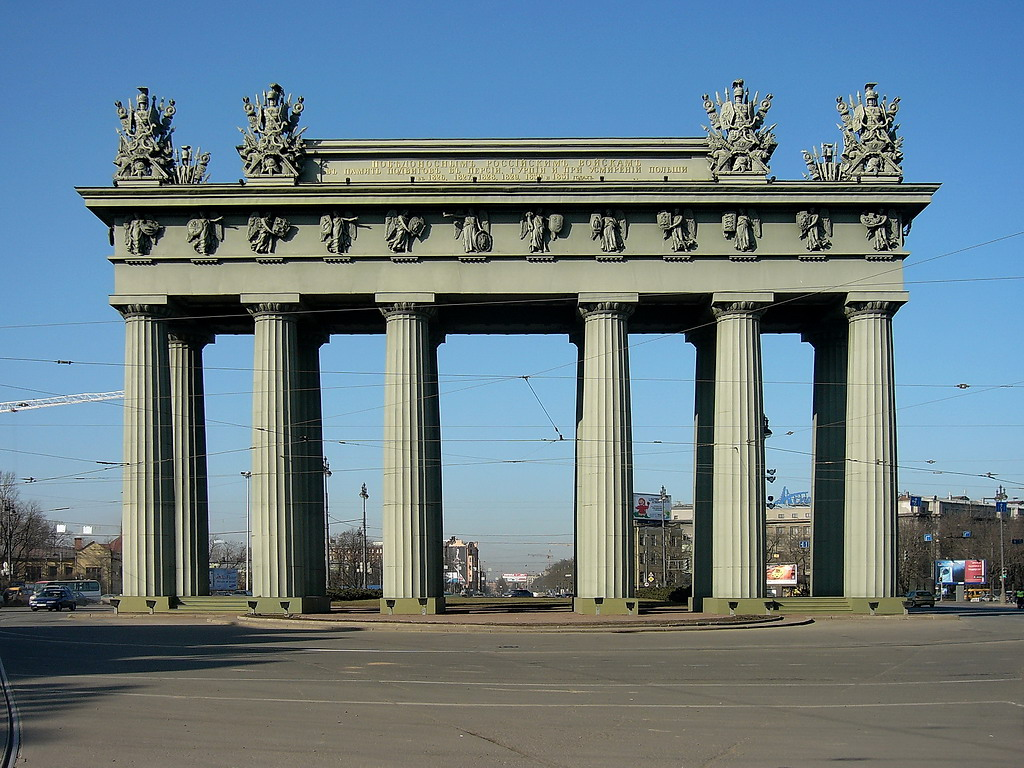
Heutiger Zustand

Das Moskauer Triumphtor (russisch Моско́вские Триумфа́льные воро́та) ist ein klassizistisches Triumphtor in Sankt Petersburg.

## Geschichte

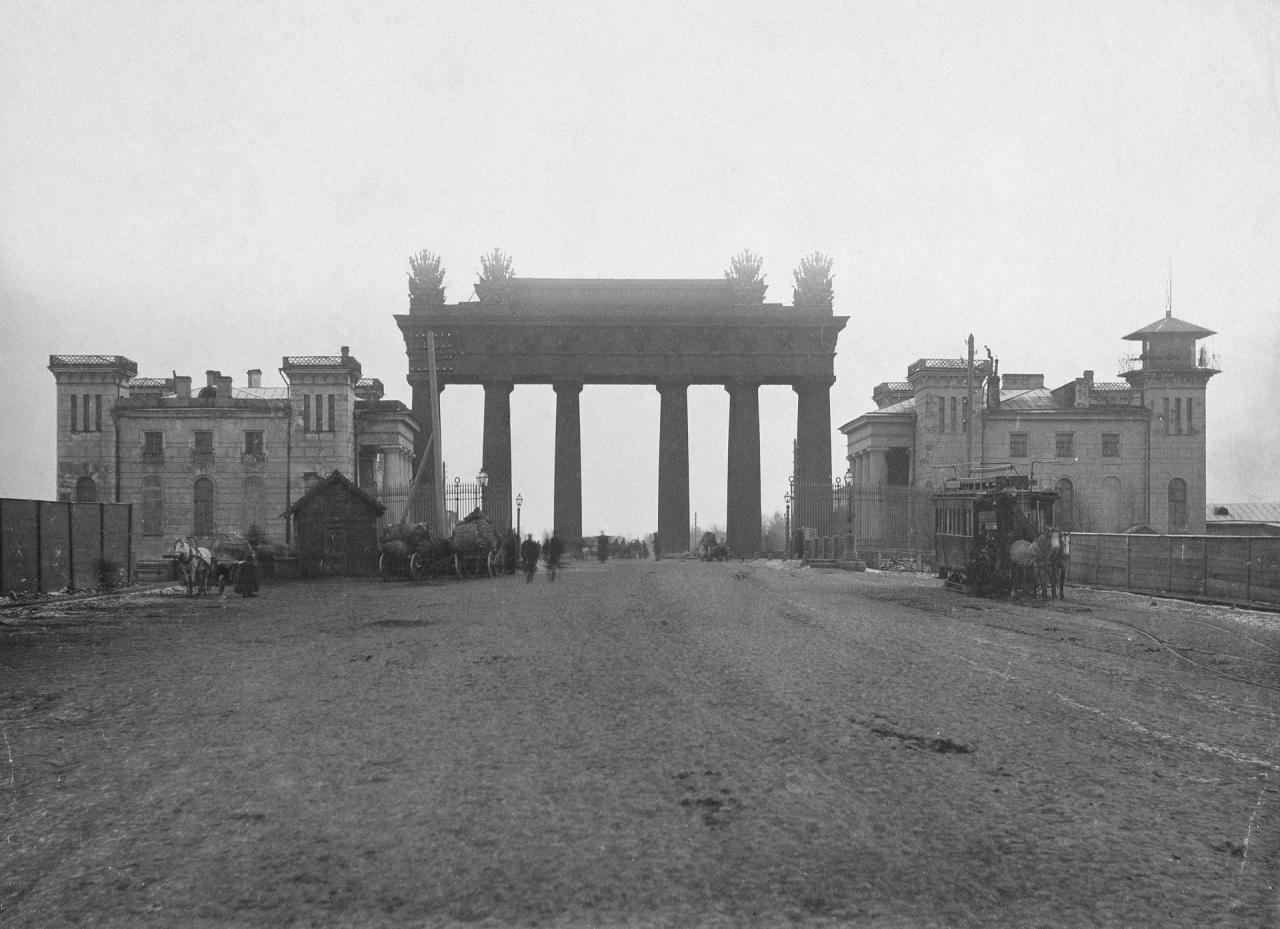
Historische Ansicht mit seitlichen Wachhäusern (um 1900)

Das Moskauer Triumphtor wurde im Gedenken an die Siege der russischen Armee gegen Persien (1826–1828), die Türkei (1828/9) und bei der Niederschlagung des Novemberaufstands in Polen (1830/1) in den Jahren 1834–1838 während der Herrschaft von Zar Nikolaus I. (reg. 1825–1855) errichtet. Ursprünglich sollte es am Obwodny-Kanal errichtet werden. Aufgrund des starken Wachstums der Stadt wurde der zukünftige Standort nach Süden entlang dem etwa 10 km langen Moskowski-Prospekt verschoben. Ursprünglich führte die Straße durch das Tor und auf beiden Seiten befanden sich Wachhäuser, sodass es auch die Funktion eines Stadttores hatte. Heute steht das Tor auf einer Verkehrsinsel und der Verkehr wird darum herumgeführt.
Unter Stalin wurde das Tor 1936 abgebaut, um es auf dem Moskauer Platz vor dem Haus der Sowjets wieder aufzubauen. Die Belagerung Leningrads durch die  Wehrmacht verhinderte die Umsetzung. Stattdessen nutzte man die Säulentrommeln als Sperren gegen deutsche Panzer. Bis 1960 wurde das Tor – allerdings ohne die seitlichen Wachhäuser – an seinem angestammten Standort wieder aufgebaut.

## Architektur
Das ca. 20 m hohe und ca. 40 m breite Bauwerk wurde vom bekannten Petersburger Architekten Wassili Stassow entworfen, von dem auch der ungefähr zur selben Zeit errichtete Narva-Triumphbogen stammt. Als Baumaterial tritt hauptsächlich Sandstein in Erscheinung; tragende Teile des Bauwerks wie der Architrav sind im Innern mit gusseisernen Trägern stabilisiert. Jede der zwölf kannelierten dorischen Säulen besteht aus neun einzelnen Trommeln. Wie bei den antiken Propyläen in Athen oder dem Brandenburger Tor (1793) ist die mittlere der fünf Tordurchfahrten etwas breiter.

## Dekor
Die figürlich-dekorative Gestaltung des Triumphtors geht auf den Bildhauer Boris Orlowski zurück: Zu beiden Seiten der Attikainschrift finden sich acht mächtige, barock anmutende Trophäendrapierungen mit Lanzen, Rüstungen, Helmen, Schilden und Feldzeichen – zeitgenössische Waffen wie Gewehre und Kanonen fehlen hingegen. Der obere Teil des Architravs ist mit insgesamt 30 wappentragenden geflügelten Genien geschmückt; unter ihren Füßen finden sich die bereits an antiken Tempeln auftretenden Guttae.